# Pam Rueter
Pam Georg Rueter (Amsterdam, 18 februari 1906 – aldaar, 10 september 1998) was een Nederlandse tekenaar, illustrator, graficus en houtsnijder bekend door het vervaardigen van meer dan 1000 ex-libris en tientallen bladen gelegenheidsgrafiek.
Pam Rueter was afkomstig uit een kunstenaarsfamilie; hij was een zoon van Georg Rueter en Gerarda de Lang, zijn zussen waren Gerarda Rueter en Maria Hofker-Rueter, die getrouwd was met de kunstenaar Willem Gerard Hofker. De architect Theo Rueter was zijn oom.

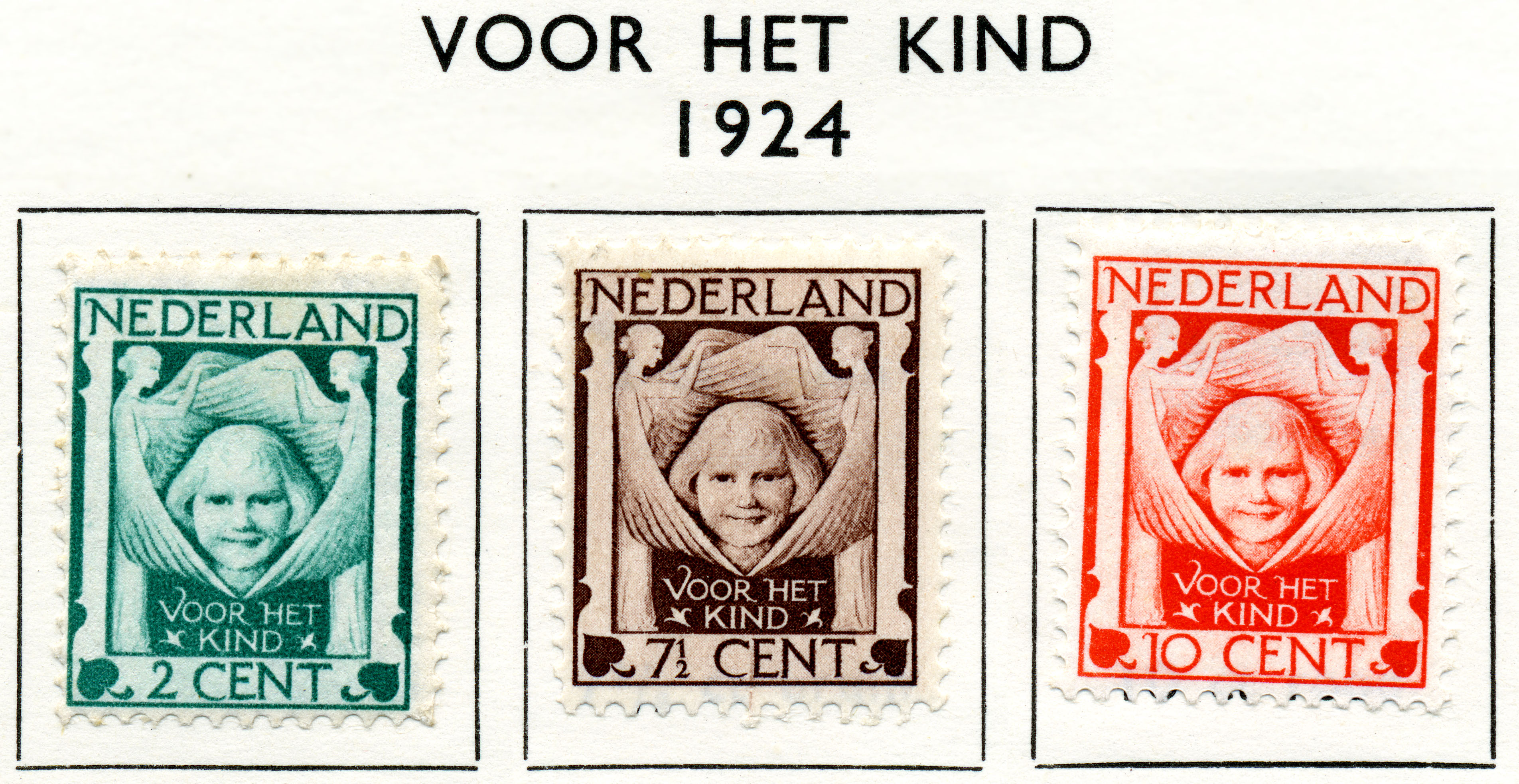
Kinderzegels 1924 ontworpen door Georg Rueter

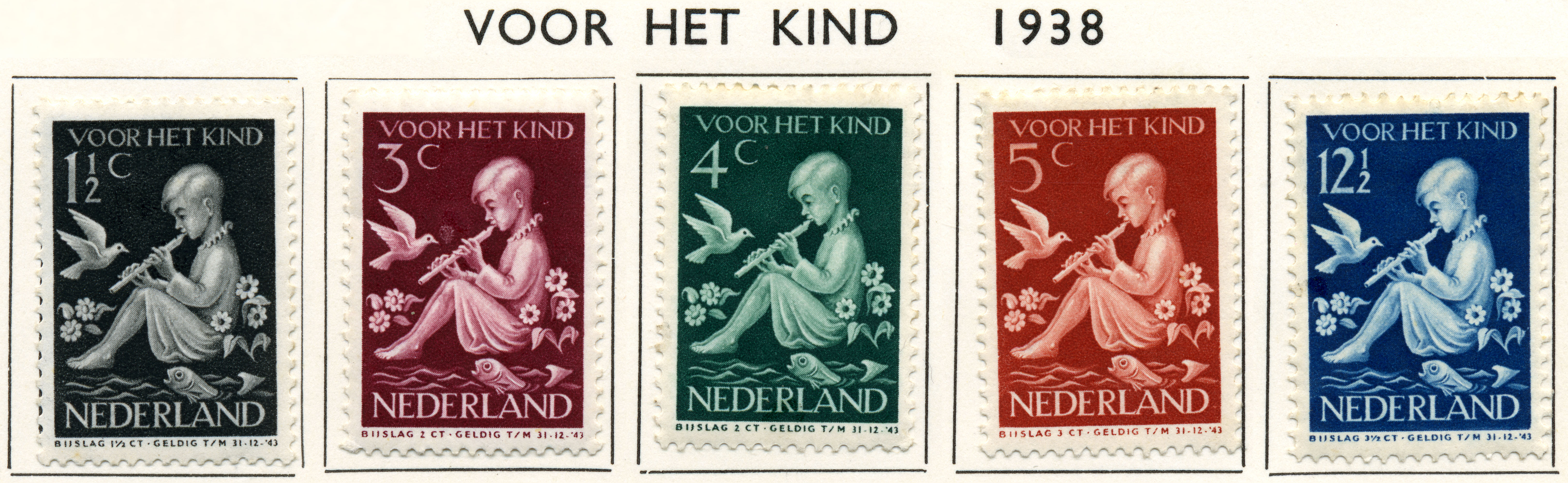
Kinderzegels 1938 ontworpen door Pam Rueter

Oorspronkelijk leerde Rueter het houtsnijden van zijn vader, maar hij studeerde later bij het Instituut tot Opleiding van Tekenleraren en daarna aan de Rijksakademie voor Beeldende Kunsten in Amsterdam. Daar hij eigenlijk acteur had willen worden, bleef het toneel hem trekken, hij speelde gedurende zijn leven in diverse amateurgezelschappen, waaronder het gezelschap Baat, dat voorstellingen gaf in de kelder van het Huis met de drie Spaarpotten op de Rozengracht in Amsterdam. Korte tijd was hij in Duitsland werkzaam als kostuum- en decorontwerper aan het Badische Landestheater in Karlsruhe. Na zijn terugkeer in Nederland werd hij stoffenontwerper bij de linnenfabriek Van Dissel in Eindhoven. In 1930 werkte hij mee aan de bouw van het Hollandse paviljoen op de Wereldtentoonstelling in Antwerpen onder supervisie van de architect Wijdeveld.
In 1929 ontwierp hij zijn eerste ex-libris. In de loop der jaren zou zijn productie op dit gebied uitgroeien tot meer dan 1000 stuks, met onder andere bloem- en diermotieven, maar hij ontwierp ook geboortekaartjes, boekbanden, nieuwjaarskaarten, bidprentjes en oorkonden. Ook illustreerde hij veel, zoals het gedicht Brent Bridge van P.N. van Eyck in de Orpheus-serie (nr. 7, 1941). Als docent was hij werkzaam bij de Grafische School in Amsterdam, en hij was ook als docent verbonden aan de Technische Universiteit Delft. 
Rueter was dertig jaar priester in de Vrij-katholieke Kerk, en in de Liberal Catholic Church International (een theosofisch genootschap) werd hij tot bisschop benoemd.